# Vinapú

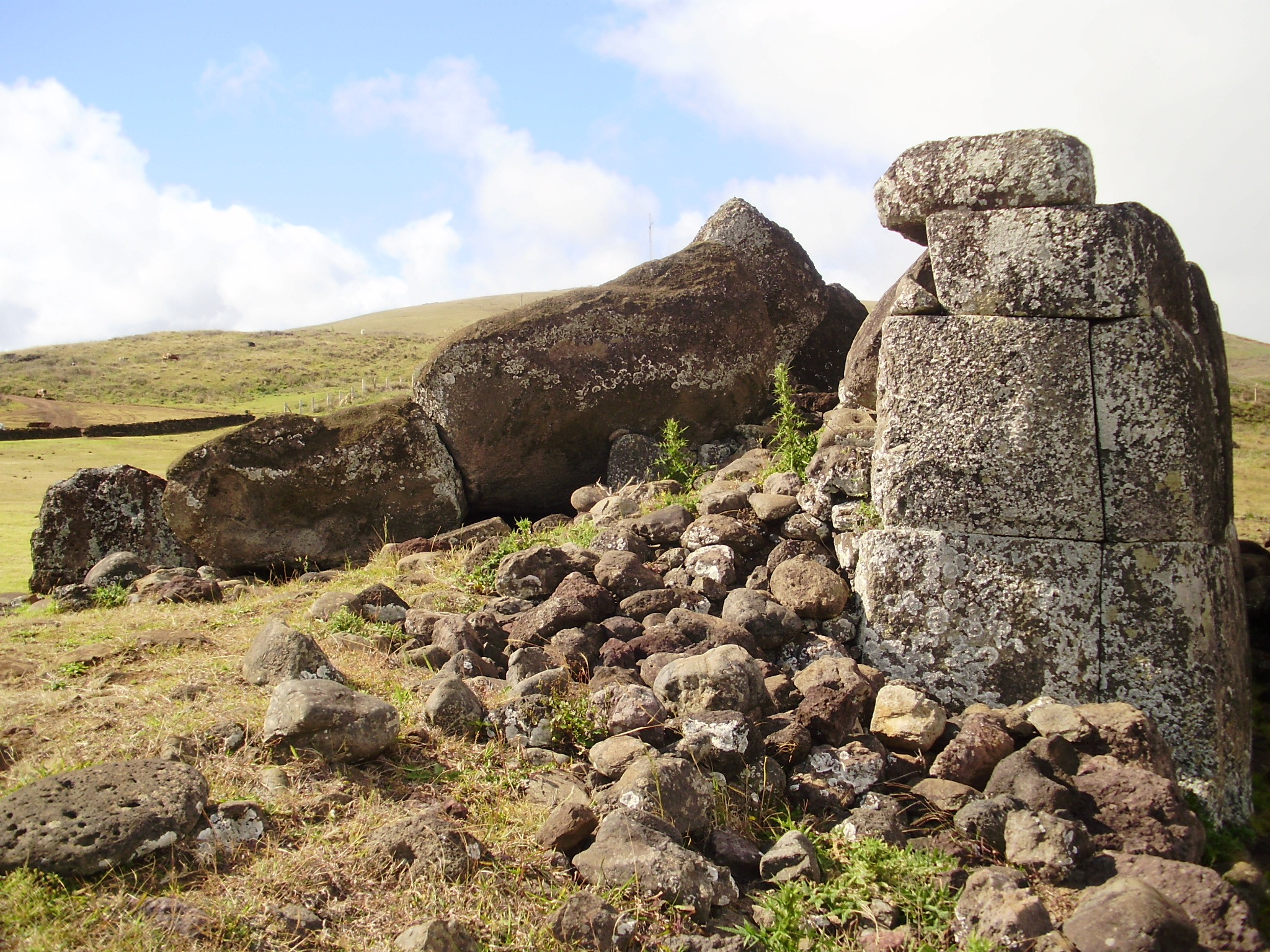
Ahu Vinapú

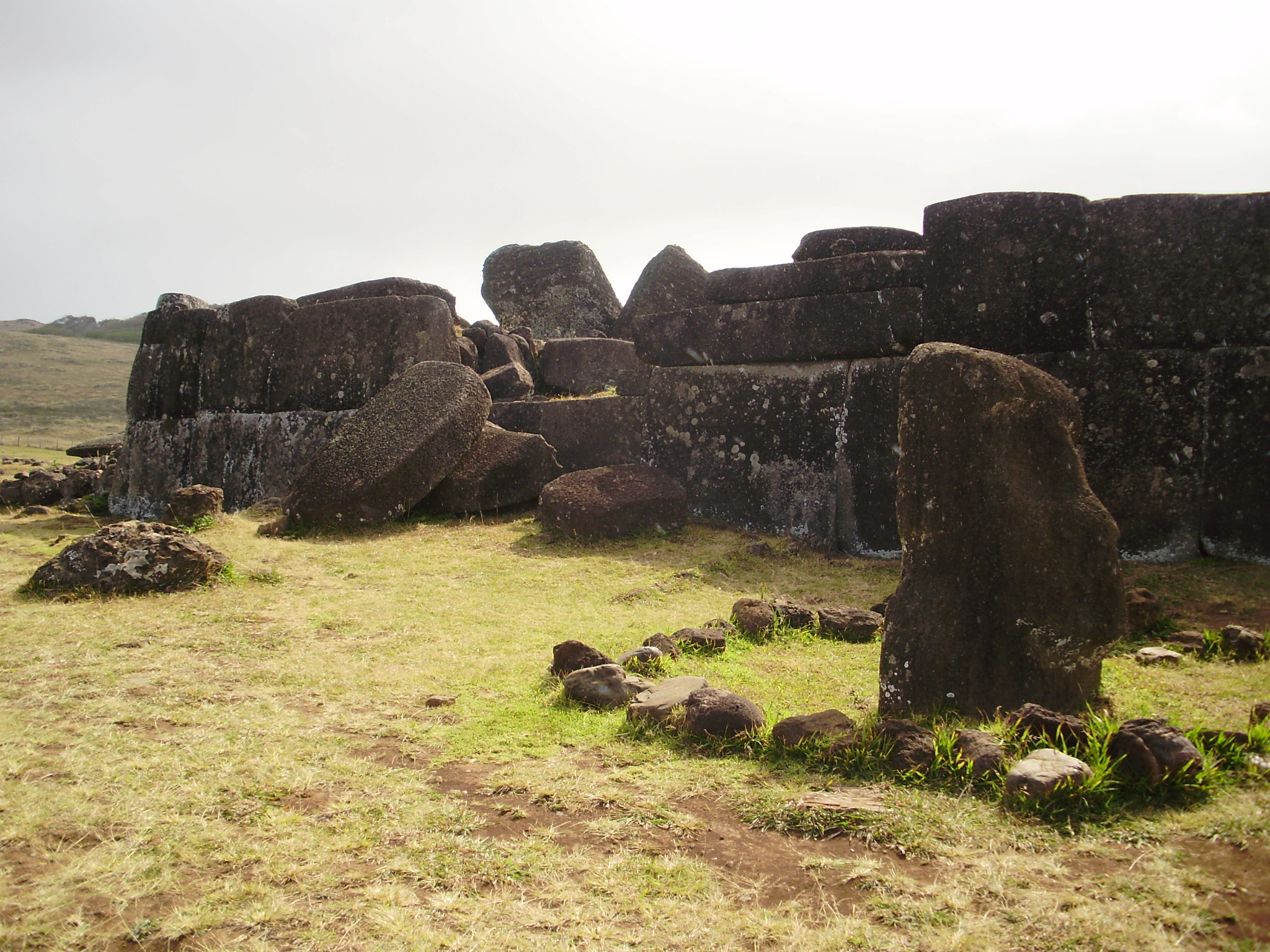
Ahu Vinapú

Vinapú es un sitio arqueológico en Rapa Nui (Isla de Pascua), Chile.

## Etimología
No tiene traducción en idioma rapanui. En quechua significa “licor que embriaga fuertemente”, y que al verlo evoca inmediatamente la arquitectura inca del periodo imperial. lo que confirmaría las cronícas antiguas sobre la expedición naval Inca a Oceanía

## Descripción
El centro ceremonial de Vinapú incluye uno de los más grandes ahu de Rapa Nui. Este centro ceremonial posee una extraordinaria plataforma, que se destaca y la diferencia de los demás ahu construidos en la isla, al poseer una estructura arquitectónica que está compuesta de grandes losas de basalto hechas calzar cuidadosamente, de manera similar al de algunas construcciones incaicas del Cusco. Existen unos 300 ahu en la isla entre los que las dimensiones son variables, así la técnica de construcción y el número y tamaño de los moais. En el caso de este complejo, está ubicado en el sector este de la costa sur y se compone de 3 ahu: Vinapú I, Vinapú II y Vinapú III.
Debido a la similitud con la arquitectura incaica, según la hipótesis del historiador peruano José Antonio del Busto y de otros como Jean Hervé Daude,  Île de Pâques - L'empreinte des Incas, basados en las crónicas españolas del siglo XVI, como la de Pedro Sarmiento, el ahu Vinapú habría sido construido por el inca Túpac Yupanqui durante su expedición al Pacífico en 1465. En los Andes, una de las chulpas de Sillustani fue construida bajo el reinado del inca Túpac Yupanqui de la misma manera que el ahu Vinapú.
Un estudio publicado en Nature (en julio de 2020) confirma la presencia de ADN andino en la población de Rapa Nui y varias islas polinesias, confirmando una presencia sudamericana sensible hace 20~24 generaciones (alrededor de 1200). Las muestras indican un 2 a 5% de ascendencia americana, lo que sobre una población de varios miles de personas indica una presencia ancestral medianamente significativa. La tradición andina habla de la visita de un Inca a un territorio poblado, por lo que tampoco en ella hay referencia a un poblamiento original americano sino a una llegada posterior. 
El arqueólogo estadounidense, William Mulloy investigó el sitio en 1958.
Vinapú es parte del parque nacional Rapa Nui, que la Unesco ha declarado Patrimonio de la Humanidad.

## Nexos con otras culturas
Las culturas y las civilizaciones de Polinesia y las islas del Pacífico fueron conocidas por Asia, África continental y Europa después de la colonización de América. Anteriormente, en el caso americano, es probable que los incas navegaran y comerciaran intercontinentalmente con los polinesios de las Marquesas u otras islas de Oceanía,¡ lo que puede explicar que el camote (Ipomoea batatas), planta americana, llegara tempranamente hasta Nueva Zelanda. También es posible que haya habido contactos marítimos precolombinos entre Rapa Nui y la costa sur del actual Chile.

### Teoría de una visita inca a la Polinesia

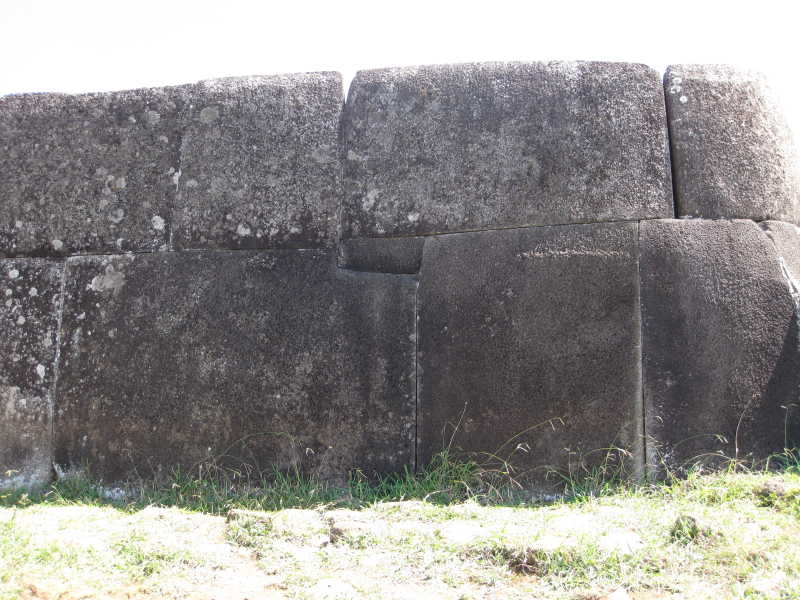
La base del Ahu Vinapú, mostrando su tallado similar a la arquitectura incaica.

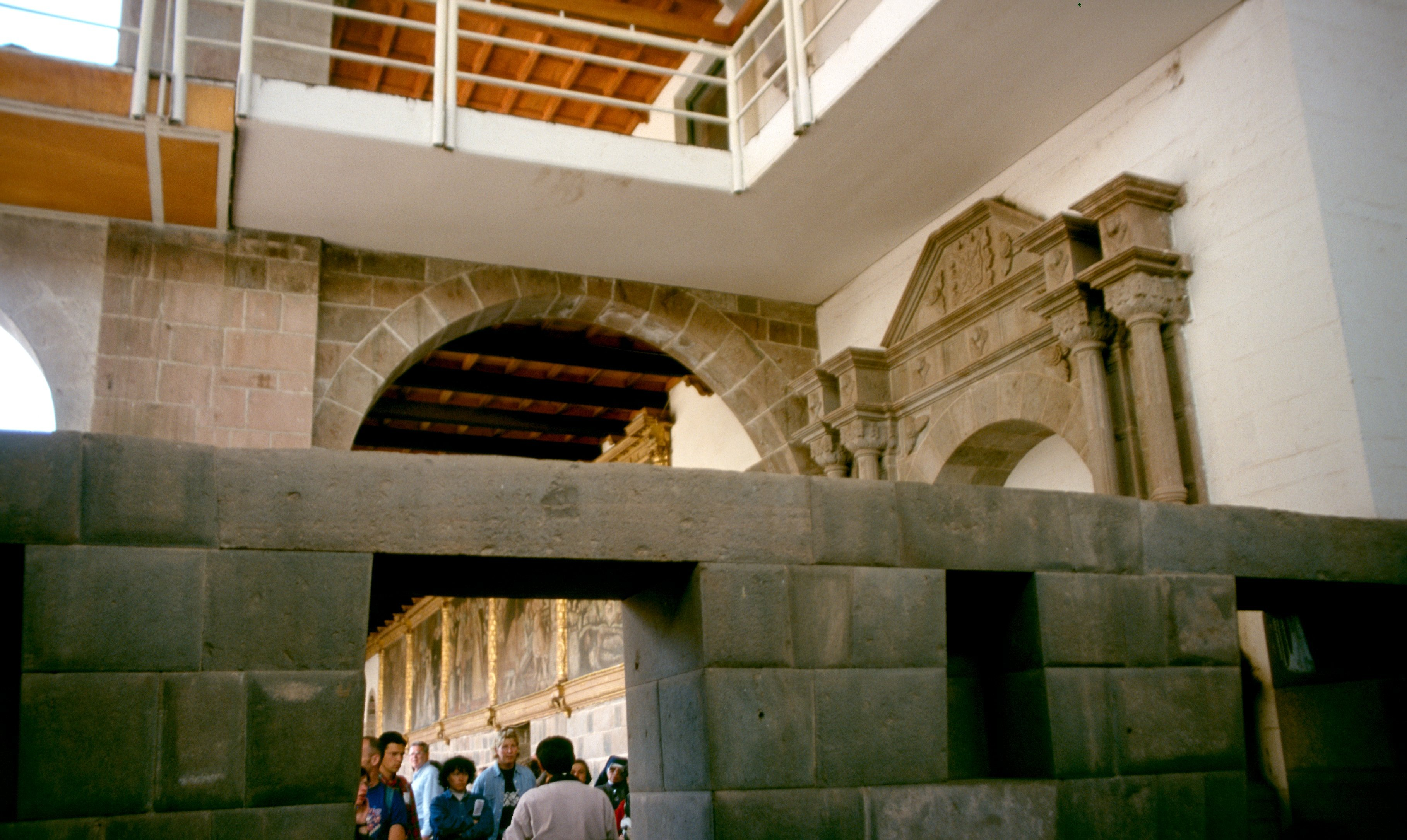
Arquitecturas superpuestas del Coricancha, el Convento de Santo Domingo y la época actual. El muro más cercano es de factura inca y se puede comparar con los muros de Ahu Vinapú.

A partir de las crónicas realizadas por cronistas españoles Pedro Sarmiento de Gamboa, Martín de Murúa y Miguel Cabello Valboa durante la conquista recogieron un relato sobre que, Túpac Yupanqui, estando en la costa norte (En las islas Puná) habría tenido conocimiento de unas islas lejanas, decidiendo ir en pos de ellas. Alistado una gran flota de balsas, habría zarpado con 20.000 hombres, llegando a unas islas llamadas Ninachumbi y Auachumbi; algunos historiadores postularían como hipótesis de que estas islas serían verdaderas y estarían ubicadas en la Polinesia.
Esta crónica dio pie, al historiador José Antonio del Busto, para la formulación de una teoría sobre que esas dos islas serían Mangareva 23°8′3.13″S 134°58′25.25″O / -23.1342028, -134.9736806 y Rapa Nui, basándose en treinta pruebas que considera haber descubierto, entre ellas el hecho que en Mangareva existe una leyenda sobre un rey Tupa, que vino del este en balsas con velas, trayendo orfebrería, cerámica y textilería y del que hasta hoy existe una danza. Un relato similar existiría en las islas Marquesas. Igualmente destaca la presencia de la  totora en los cráteres de la isla, lo cual apoyaría está hipótesis.
Según la tesis de Jean Hervé, la construcción del Ahu Vinapu es de arquitectura idéntica a la de un Chulpa de Sillustani, cerca del Lago Titicaca en los Andes, hasta las pequeñas piedras en el centro es el mismo. Según la tesis de Jean Hervé Daude, el acompañamiento de Orejón Túpac Inca Yupanqui son la causa de los monumentos y los ritos religiosos del hombre-pájaro y en makemake.  Además, agrega que el Ahu Vinapú, en Rapa Nui, está construido en forma similar a las construcciones incaicas del Cusco, y que el rey tupa en Rapa Nui habría tomado el nombre de Mahuna-te Ra'á, traducido como "hijo del sol" sobre la base de una leyenda rapa nui. Retornó a los dos años trayendo consigo gente negra, sillas de latón, pellejos y quijadas de caballos que fueron conservadas en la fortaleza de Sacsayhuamán.
Esta hipótesis es apoyada por la travesía que hizo el explorador noruego Thor Heyerdahl, denominada Kon-tiki en honor al dios de los incas, Wiracocha, el creador del universo, pues Kon-tiki es una advocación del mismo.

"andando Topa Inga Yupanqui conquistando la costa de Manta y la isla de la Puná y Túmbez, aportaron allí unos mercaderes que habían venido por la mar de hacia el poniente en balsas, navegando a la vela. De los cuales se informó de la tierra de donde venían, que eran unas islas, llamadas una Auachumbi y otra Niñachumbi, adonde había mucha gente y oro. Y como Topa Inga era de ánimos y pensamientos altos y no se contentaba con lo que en tierra había conquistado, determinó tentar la feliz ventura que le ayudaba por la mar... y... se determinó ir allá. Y para esto hizo una numerosísima cantidad de balsas, en que embarcó más de veinte mil soldados escogidos". Y concluye la crónica: "Navegó Topa Inga y fue y descubrió las islas Auachumbi y Niñachumbi, y volvió de allá, de donde trajo gente negra y mucho oro y una silla de latón y un pellejo y quijadas de caballo...". El hecho es tan inusitado que Sarmiento se ve obligado a explicar: "Hago instancia en esto, porque a los que supieren algo de Indias les parecerá una caso extraño y dificultoso de creer".
Pedro Sarmiento de Gamboa